# Vinzenz-Rizzi-Preis
Vinzenz-Rizzi-Preis ist der Name eines nach Vinzenz Rizzi, dem liberalen deutschnationalen Priester und Publizisten des Vormärzes,  benannten Preises. Er wird vom Zentralverband slowenischer Organisationen in Kärnten und vom Slowenischen Kulturverband in Kärnten jährlich an Personen und Organisationen für „zukunftsweisende Initiativen auf dem Gebiet der interkulturellen Verständigung“ verliehen.

## Preisträger
- 1991: Peter Gstettner
- Robert Saxer, Helmut Scharf, Maria Halmer[1]
- 2007: Karl Stuhlpfarrer[2] (Laudatio: Dušan Nećak, Slowenische Akademie der Wissenschaften) und Terezija Stoisits (Laudatio: Jože Messner)
- 2008: Sepp Brugger[3]
- 2009: Unikum – Universitätskulturzentrum Klagenfurt[4] (Laudatio: Petra Hesse, Alpen-Adria-Universität Klagenfurt)
- 2010: Peter Handke (Laudatio: Florjan Lipuš)
- 2011: Kooperative Longo maï
- 2013: Maja Haderlap[5]
- 2014: Peter Turrini[6]
- 2015: Brigitta Busch[7]
- 2016: Dietmar Pickl[8]
- 2017: Franz Gasser sen.[9]
- 2019: Katja Sturm-Schnabl[10] (Laudatio: Johannes Koder)
- 2022: Robert Kropiunik[11]
- 2023: Lisa Rettl[12][13] (Laudatio: Vida Obid und Zdravko Haderlap)
- 2024: Hans Haas[14]